# Dragoș I

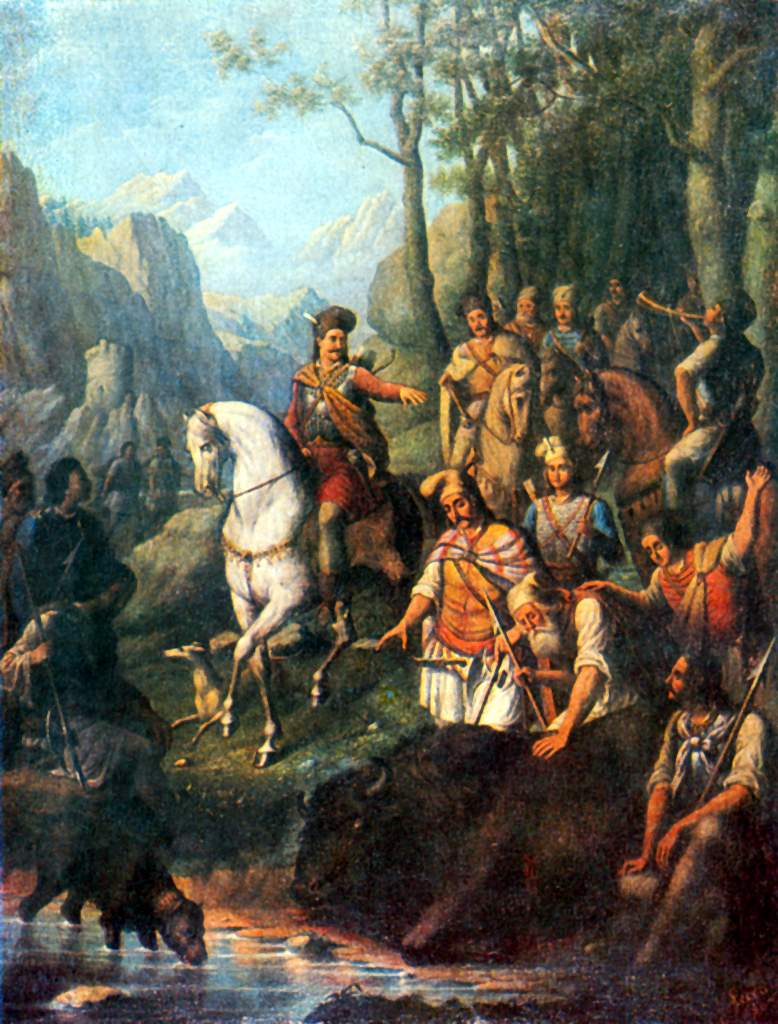
Dragoș Vodă la vânătoarea zimbrului

Blazonul (Herb) Drag - Sas

Dragoș (de asemenea cunoscut ca Dragoș I sau Dragoș Vodă; n.  ? – d. 1354) este cunoscut din cronicile moldovenești ca descălecător în Moldova și primul ei voievod. Cronicile spun că voievodul român Dragoș, fiind la vânătoare și urmărind un zimbru, a trecut din Maramureș la apa Moldovei, și plăcându-i locul, s-a așezat acolo și a populat țara cu români din Maramureș.

## Biografie
În unele copii ale cronicii lui Grigore Ureche cu părți interpolate, precum și la Miron Costin, se spune că Dragoș a ieșit cu oamenii săi din Maramureș și a descălecat în Moldova „în zilele lui Laslău craiul unguresc, care cu ajutorul românilor i-a scos pe tătari din Moldova, gonindu-i peste Nistru”. Tătarii, care erau așezați din 1241 în Moldova, de unde obișnuiau să facă incursiuni peste Carpați, au fost înfrânți în Moldova de oștile regelui Ungariei, Ludovic I (1342 - 1382), în primii ani de domnie ai acestuia, sub conducerea voievodului Transilvaniei Andrei Lackfi. Dupa Pavel Parasca  bătălia cu tătarii și întemeierea Moldovei a avut loc în 1285 în timpul lui Laslău. Astfel, tătarii au fost siliți să se retragă din țară peste Nistru, spre nordul Mării Negre și Crimeea. Pentru ca aceștia să nu se mai întoarcă și să prade iar Transilvania, regele ungar l-a pus pe Dragoș, ca marchiz (germ. Markgraf, fr. marquis), la conducerea noii mărci de apărare a Ungariei, marcă numită Moldova, cu reședința la Baia, având obiectivul de a apăra trecătorile prin care tătarii obișnuiau să treacă peste munți.
Data când a avut loc descălecatul Moldovei nu este certă. Letopisețul de la Bistrița menționează anul 1359. Grigore Ureche menționează anul 6807 (1299). Miron Costin amintește în poema polonă de anul 1304, iar cronica putneană face referire la anul 6850 1342.
Deși Dragoș este descălecător în Moldova, totuși Bogdan I, este numit în Pomelnicul Mănăstirii Bistrița ca fiind cel dintâi domn al țării. Ca descălecător al țării în dependență de Ungaria, Dragoș este începătorul, iar Bogdan I trebuie considerat adevăratul întemeietor al Principatului Moldova, ca stat de sine stătător.
Dragoș a avut doi fii: Sas și Gyula de Giulești. Dragoș a decedat în 1354, în vârstă de peste șaptezeci de ani, fiind înmormântat la Volovăț, după cum este menționat în letopisețul lui Nicolae Costin

## Tradiția istorică privitoare la întemeierea Moldovei
- Ca și în cazul Țării Românești, și despre fondarea Moldovei există o tradiție istorică. Informațiile despre formațiunile politice prestatale mai vechi sunt însă puține. În 1322 sunt pomeniți niște „puternici ai locului”, probabil cneji sau voievozi.
- Tradiția istorică vorbește de un prim descălecat sub conducerea voievodului maramureșean Dragoș. Acesta plecase cu oaste împotriva tătarilor, din porunca regelui maghiar, dar a rămas în nordul Moldovei întemeind o „marcă” pentru a apăra regiunea de tătari. Dragoș a preluat conducerea grupărilor politice din regiune, stabilindu-și reședința în zona târgului Baia. Micul stat se afla sub suzeranitatea regelui Ungariei.
- Urmașii lui Dragoș, Sas și Balc, vor impune cutumele favorabile coroanei ungare, ce obliga familiile înstărite să-și părăsească moșiile, fiind revoltați, de altfel, de persecuțiile întreprinse de regele maghiar Ludovic I al Ungariei.

## Documente din secolul al XIV-lea referitoare la descălecat
Guillaume Durand, în lucrarea sa Histoire et posterité de Dragoș-Vodă. De son descălecat à la vision  des chroniqueurs sur le fondateur de la Principauté de Moldavie  menționează existența a două acte ale regelui Ungariei  referitoare la Dragoș și descălecat. Primul document este un act al regelui Ungariei Ludovic I (1342-1382) , datat 20 martie 1360. Acesta relatează existența unor revolte anti-maghiare în Moldova: „plures Olachos rebellantes”  pe care „Dragu [Dragoș] filli Gyulae , fidelis Olahi nostri de Maramarusio” i-a înfrânt. Al doilea document important a fost emis de regele Ungariei la 2 februarie 1365, în care se menționează că pământurile lui Bogdan I (voievod de Maramureș cu reședința la Cuhea), șapte sate din Maramureș sunt oferite lui Balc, ridicat la rangul de nou voievod de Maramureș („voyvodam  nostrum Maramorosiensem”) și fraților săi Drag, Dragomir și Ștefan, toți patru fiind fiii lui Sas. Aceștia își aveau reședința în Moldova, de unde au fost alungați de Bogdan.

## Problema identității lui Dragoș
Sursele istorice menționează existența a trei Dragoș. Primii doi sunt Dragoș de Giulești, respectiv bunic și nepot. Acesta din urmă a fost cel care a restabilit autoritatea angevină în Moldova, puțin mai devreme de diploma regală din 1360. Al treilea este Dragoș de Bedeu (azi: Bedevlia în Ucraina Subcarpatică), tatăl lui Sas și bunicul lui Balc, Drag, Dragomir și Ștefan. Ei sunt beneficiarii proprietăților confiscate  în 1365 de rege de la Bogdan. Mai mulți istorici estimează că viitorul descălecător a fost Dragoș de Bedeu. 

## Citat
„După răsipa țării dintăi (...) când au răsipit tătarii dintr-aceaste locuri de au rămas locul pustiu, mai apoi, după multă vreame, (...) cându păstorii din munții ungurești (din Transilvania) pogorându după vânat au nemerit pe apa Moldovei, locuri desfătate cu câmpi deșchiși, cu ape curătoare, cu păduri dease, și îndrăgind locul au tras pre ai săi de la Maramoroș și pre alții au îndemnat de au descălicat întâi supt munte, mai apoi adăogându-se și crescându înainte, nu numai apa Moldovei, ce nici Sireatiul nu i-au hotărât (nu i-a oprit, nu le-a pus hotar), ce s-au întinsu până la Nistru și până la mare.”— Grigore Ureche - Letopisețul țărâi Moldovei, de când s-au descălecat țara 